# Список рекордів Європи з легкої атлетики
Рекорди Європи в легкій атлетиці є результатами, визнаними Європейською легкоатлетичною асоціацією (ЄАА) як найкращі серед європейських спортсменів у певних легкоатлетичних дисциплінах. Рекорди Європи ратифікуються на базі встановлених Світовою легкою атлетикою правил та прийнятих ЄАА на їх підставі Правил ратифікації рекордів Європи.
ЄАА визнає рекорди Європи в трьох вікових категоріях легкоатлетів: юніори (до 20 років), молодь (до 23 років) та дорослі. Для юніорської та дорослої категорій фіксується два типи рекордів — абсолютні (вони можуть бути показані як на відкритому повітрі, так і в приміщенні) та в приміщенні. Для молоді рекорди Європи у приміщенні окремо не фіксуються.
Дисципліни, в яких фіксуються рекорди Європи серед дорослих, відповідають тим, в яких фіксуються світові рекорди.
Найкращі результати серед європейських спортсменів, показані в легкоатлетичних дисциплінах, в яких ЄАА не визнає рекорди Європи, неофіційно іменуються вищими європейськими досягненнями. Як правило такі дисципліни є менш популярними, ніж ті, в яких найкращі результати визнаються світовими рекордами (наприклад, біг на 500 метрів, метання ваги).

## Рекорди Європи

### Чоловіки
| Дисципліна                                  | Результат        | Атлет                                                                                          | Дата                          | Змагання                                  | Стадія | Місто            | Відео            | Примітки             |
| ------------------------------------------- | ---------------- | ---------------------------------------------------------------------------------------------- | ----------------------------- | ----------------------------------------- | ------ | ---------------- | ---------------- | -------------------- |
| Спринт (бігова доріжка)                     |                  |                                                                                                |                               |                                           |        |                  |                  |                      |
| 50 метрів (хронологія)                      | 5,69             | Ромелл Глейв                                                                                   | 04.02.2025                    | Czech Indoor Gala                         | ф1     | Острава          |                  |                      |
| 60 метрів (хронологія)                      | 6,41             | Марселл Джейкобс                                                                               | 19.03.2022                    | Чемпіонат світу в приміщенні              | ф1     | Белград          | Відео на YouTube | [ 1 ]                |
| 100 метрів (хронологія)                     | 9,80             | Марселл Джейкобс                                                                               | 01.08.2021                    | Олімпійські ігри                          | ф1     | Токіо            | Відео на YouTube | [ 2 ] [ 3 ]          |
| 200 метрів (хронологія)                     | 19,72            | П'єтро Меннеа                                                                                  | 12.09.1979                    | Універсіада                               | ф1     | Мехіко           | Відео на YouTube |                      |
| 200 метрів (коротка доріжка) (хронологія)   | 20,25            | Лінфорд Крісті                                                                                 | 19.02.1995                    | St Yorre International Meeting            | 1ф1    | Льєвен           | Відео на YouTube |                      |
| 400 метрів (хронологія)                     | 43,44            | Меттью Гадсон-Сміт                                                                             | 07.08.2024                    | Олімпійські ігри                          | ф2     | Париж            | Відео на YouTube | [ 4 ] [ 5 ]          |
| 400 метрів (коротка доріжка) (хронологія)   | 45,05            | Томас Шенлебе                                                                                  | 05.02.1988                    | Міжнародні змагання                       | ф1     | Зіндельфінген    | Відео на YouTube |                      |
| 400 метрів (коротка доріжка) (хронологія)   | Карстен Варгольм | 02.03.2019                                                                                     | Чемпіонат Європи в приміщенні | ф1                                        | Глазго | Відео на YouTube | [ 6 ]            |                      |
| Біг на середні дистанції (бігова доріжка)   |                  |                                                                                                |                               |                                           |        |                  |                  |                      |
| 800 метрів (хронологія)                     | 1.41,11          | Вілсон Кіпкетер                                                                                | 24.08.1997                    | Weltklasse in Köln                        | ф1     | Кельн            | Відео на YouTube |                      |
| 800 метрів (коротка доріжка) (хронологія)   | 1.42,67          | Вілсон Кіпкетер                                                                                | 09.03.1997                    | Чемпіонат світу в приміщенні              | ф1     | Париж            | Відео на YouTube |                      |
| 1000 метрів (хронологія)                    | 2.12,18          | Себастьян Коу                                                                                  | 11.07.1981                    | Oslo Games                                | ф1     | Осло             | Відео на YouTube |                      |
| 1000 метрів (коротка доріжка) (хронологія)  | 2.14,96          | Вілсон Кіпкетер                                                                                | 20.02.2000                    | CGU Indoor Grand Prix                     | ф1     | Бірмінгем        |                  |                      |
| 1500 метрів (хронологія)                    | 3.26,73          | Якоб Інгебрігтсен                                                                              | 12.07.2024                    | Herculis                                  | ф1     | Фонв'єй          | Відео на YouTube | [ 7 ] [ 8 ]          |
| 1500 метрів (коротка доріжка) (хронологія)  | 3.29,63+ (i)     | Якоб Інгебрігтсен                                                                              | 13.02.2025                    | Meeting Hauts-de-France Pas-de-Calais     | ф1     | Льєвен           | Відео на YouTube | [ 9 ] [ 10 ] [ 11 ]  |
| 1 миля (хронологія)                         | 3.43,73          | Якоб Інгебрігтсен                                                                              | 16.09.2023                    | Prefontaine Classic                       | ф1     | Юджин            | Відео на YouTube | [ 12 ] [ 13 ]        |
| 1 миля (коротка доріжка) (хронологія)       | 3.45,14 (i)      | Якоб Інгебрігтсен                                                                              | 13.02.2025                    | Meeting Hauts-de-France Pas-de-Calais     | ф1     | Льєвен           | Відео на YouTube | [ 9 ] [ 10 ] [ 11 ]  |
| 2000 метрів (хронологія)                    | 4.43,13          | Якоб Інгебрігтсен                                                                              | 08.09.2023                    | Меморіал ван Дамме                        | ф1     | Брюссель         | Відео на YouTube | [ 14 ] [ 15 ]        |
| 3000 метрів (хронологія)                    | 7.17,55          | Якоб Інгебрігтсен                                                                              | 24.08.2024                    | Меморіал Каміли Сколімовської             | ф1     | Хожув            | Відео на YouTube | [ 16 ] [ 17 ]        |
| 3000 метрів (коротка доріжка) (хронологія)  | 7.24,68 (i)      | Мохамед Катір                                                                                  | 15.02.2023                    | Herculis                                  | ф2     | Льєвен           | Відео на YouTube | [ 18 ] [ 19 ]        |
| 3000 метрів з перешкодами (хронологія)      | 8.00,09          | Маєдін Мекіссі-Бенаббад                                                                        | 06.07.2013                    | Meeting Areva                             | ф2     | Сен-Дені         | Відео на YouTube |                      |
| Біг на довгі дистанції (бігова доріжка)     |                  |                                                                                                |                               |                                           |        |                  |                  |                      |
| 5000 метрів (хронологія)                    | 12.45,01         | Мохамед Катір                                                                                  | 21.07.2023                    | Herculis                                  | ф4     | Фонв'єй          | Відео на YouTube | [ 20 ]               |
| 5000 метрів (хронологія)                    | 12.44,27         | Андреас Альмгрен                                                                               | 15.06.2025                    | BAUHAUS-Galan                             | ф1     | Стокгольм        |                  | [ 21 ]               |
| 5000 метрів (коротка доріжка) (хронологія)  | 12.57,03 (i)     | Марк Скотт                                                                                     | 12.02.2022                    | David Hemery Valentine Invitational       | ф3     | Бостон           |                  | [ 22 ]               |
| 5000 метрів (коротка доріжка) (хронологія)  | 12.54,92 (i)     | Джиммі Грессьє                                                                                 | 14.02.2025                    | BU David Hemery Valentine International   | ф2     | Бостон           | Відео на YouTube | [ 23 ]               |
| 10000 метрів (хронологія)                   | 26.46,57         | Мо Фара                                                                                        | 03.06.2011                    | Prefontaine Classic                       | ф1     | Юджин            | Відео на YouTube |                      |
| 1 година (хронологія)                       | 21 330 м         | Мо Фара                                                                                        | 04.09.2020                    | Меморіал ван Дамме                        | ф1     | Брюссель         |                  | [ 24 ] [ 25 ]        |
| Біг (шосе)                                  |                  |                                                                                                |                               |                                           |        |                  |                  |                      |
| 1 миля (хронологія)                         |                  |                                                                                                |                               |                                           |        |                  |                  |                      |
| 5 кілометрів (хронологія)                   | 13.12            | Джиммі Грессьє                                                                                 | 12.02.2023                    | Monaco Run 5K                             | ф1     | Монако           |                  | [ 26 ]               |
| 5 кілометрів (хронологія)                   | 13.12            | Домінік Лобалу                                                                                 | 31.12.2023                    | Cursa dels Nassos                         | ф1     | Барселона        |                  | [ 27 ]               |
| 5 кілометрів (хронологія)                   | 12.57            | Джиммі Грессьє                                                                                 | 16.03.2025                    | Lille 5km                                 | ф1     | Лілль            |                  | [ 28 ]               |
| 10 кілометрів (хронологія)                  | 27.04            | Етьєн Дагінос                                                                                  | 16.11.2024                    | Urban Trail de Lille                      | ф1     | Лілль            |                  | [ 29 ]               |
| 10 кілометрів (хронологія)                  | 26.53            | Андреас Альмгрен                                                                               | 12.01.2025                    | 10K Valencia Ibercaja                     | ф1     | Валенсія         | Відео на YouTube | [ 30 ]               |
| Напівмарафон (хронологія)                   | 59.13            | Жульєн Вандерс                                                                                 | 08.02.2019                    | Рас-ель-Хайманський напівмарафон          | ф4     | Рас-ель-Хайма    | Відео на YouTube | [ 31 ]               |
| Марафон (хронологія)                        | 2:03.36          | Башир Абді                                                                                     | 24.10.2021                    | Роттердамський марафон                    | ф1     | Роттердам        |                  | [ 32 ] [ 33 ]        |
| Екіден (хронологія)                         | 2:02.37          | БельгіяТомас де Бок Сімон Дебоньєс Тім ван де Вельде Айзек Кімелі Дор'ян Бульвен Дітер Керстен | 11.11.2022                    | Runners' lab Ekiden                       | ф1     | Тонгерен         |                  | [ 34 ]               |
| 50 кілометрів (хронологія)                  | (2:45.00)        |                                                                                                |                               |                                           |        |                  |                  |                      |
| 100 кілометрів (хронологія)                 | 6:05.35          | Олександр Сорокін                                                                              | 14.05.2023                    | Nord Security World's Fastest Run         | ф1     | Вільнюс          |                  | [ 36 ]               |
| Бар'єрний біг (бігова доріжка)              |                  |                                                                                                |                               |                                           |        |                  |                  |                      |
| 50 метрів з бар'єрами (хронологія)          | 6,36+ (i)        | Ладжі Дукуре                                                                                   | 26.05.2005                    | Meeting Pas de Calais                     | —      | Льєвен           |                  | [ 37 ]               |
| 60 метрів з бар'єрами (хронологія)          | 7,30 (i)         | Колін Джексон                                                                                  | 12.02.1994                    | Міжнародні змагання                       | ф1     | Зіндельфінген    |                  |                      |
| 110 метрів з бар'єрами (хронологія)         | 12,91            | Колін Джексон                                                                                  | 20.08.1993                    | Чемпіонат світу                           | ф1     | Штутгарт         | Відео на YouTube |                      |
| 400 метрів з бар'єрами (хронологія)         | 45,94            | Карстен Варгольм                                                                               | 03.08.2021                    | Олімпійські ігри                          | ф1     | Токіо            | Відео на YouTube | [ 38 ] [ 39 ]        |
| Естафетний біг (бігова доріжка)             |                  |                                                                                                |                               |                                           |        |                  |                  |                      |
| 4×100 метрів (хронологія)                   | 37,36            | Велика БританіяАдам Джемілі Жарнел Г'юз Річард Кілті Нетаніел Мітчелл-Блейк                    | 05.10.2019                    | Чемпіонат світу                           | ф2     | Доха             | Відео на YouTube | [ 40 ]               |
| 4×200 метрів (хронологія)                   | 1.20,66          | ФранціяЯннік Фонса Крістоф Леметр Бен Бассо Кен Ромен                                          | 24.05.2014                    | Світові естафети                          | ф2     | Нассау           | Відео на YouTube |                      |
| 4×200 метрів (коротка доріжка) (хронологія) | 1.22,11 (i)      | Велика БританіяЛінфорд Крісті Даррен Брейтвейт Аде Мафе Джон Реджіс                            | 03.03.1991                    | Матчева зустріч Велика Британія-США       | ф1     | Единбург         |                  |                      |
| 4×400 метрів (хронологія)                   | 2.55,83          | Велика БританіяАлекс Гейдок-Вілсон Меттью Гадсон-Сміт Льюїс Дейві Чарльз Добсон                | 10.08.2024                    | Олімпійські ігри                          | ф3     | Париж            | Відео на YouTube | [ 41 ]               |
| 4×400 метрів (коротка доріжка) (хронологія) | 3.01,77 (i)      | ПольщаКароль Залевський Рафал Омелько Лукаш Кравчук Якуб Кшевіна                               | 04.03.2018                    | Чемпіонат світу в приміщенні              | ф1     | Бірмінгем        | Відео на YouTube |                      |
| 4×800 метрів (хронологія)                   | 7.03,89          | Велика БританіяПітер Елліот Гаррі Кук Стів Крем Себастьян Коу                                  | 30.08.1982                    | British Games                             | ф1     | Лондон           | Відео на YouTube |                      |
| 4×800 метрів (коротка доріжка) (хронологія) | 7.17,8h (i)      | СРСРВалентин Таратинов Станіслав Мещерських Олексій Таранов Віктор Семяшкін                    | 14.03.1971                    | Чемпіонат Європи в приміщенні             | ф1     | Софія            |                  |                      |
| 4×1500 метрів (хронологія)                  | 14.38,8h         | ФРНТомас Вессінгхаге Гаральд Гудак Міхаель Ледерер Карл Флешен                                 | 17.08.1977                    | Забіг в перерві футбольного матчу         | ф1     | Кельн            |                  |                      |
| Комбінована естафета (хронологія)           | (9.24,07)        |                                                                                                |                               |                                           |        |                  |                  |                      |
| Спортивна ходьба (бігова доріжка)           |                  |                                                                                                |                               |                                           |        |                  |                  |                      |
| 5000 метрів (коротка доріжка) (хронологія)  | 18.07,08 (i)     | Михайло Щенніков                                                                               | 14.02.1995                    | Міжнародні змагання                       | ф1     | Москва           |                  |                      |
| 5000 метрів (коротка доріжка) (хронологія)  | 17.55,65 (i)     | Франческо Фортунато                                                                            | 22.02.2025                    | Чемпіонат Італії в приміщенні             | ф1     | Анкона           | Відео на YouTube | [ 42 ] [ 43 ]        |
| 20000 метрів (хронологія)                   | 1:18.35,2h       | Стефан Йоханссон                                                                               | 15.05.1992                    | Søfteland Grand Prix                      | ф1     | Берген           |                  |                      |
| 30000 метрів (хронологія)                   | 2:01.44,1h       | Мауріціо Дамілано                                                                              | 03.10.1992                    | Змагання на встановлення рекорду          | ф1     | Кунео            |                  |                      |
| 35000 метрів (хронологія)                   | (2:22.00)        |                                                                                                |                               |                                           |        |                  |                  |                      |
| 50000 метрів (хронологія)                   | 3:35.27,2h       | Йоанн Дініз                                                                                    | 12.03.2011                    | Змагання на встановлення рекорду          | ф1     | Реймс            | Відео на YouTube |                      |
| Спортивна ходьба (шосе)                     |                  |                                                                                                |                               |                                           |        |                  |                  |                      |
| 20 кілометрів (хронологія)                  | 1:17.02          | Йоанн Дініз                                                                                    | 08.03.2015                    | Чемпіонат Франції                         | ф1     | Арль             |                  | [ 44 ] [ 45 ]        |
| 35 кілометрів (хронологія)                  | 2:23.14          | Массімо Стано                                                                                  | 24.07.2022                    | Чемпіонат світу                           | ф1     | Юджин            | Відео на YouTube | [ 46 ]               |
| 35 кілометрів (хронологія)                  | 2:20.43          | Массімо Стано                                                                                  | 24.07.2022                    | Командний чемпіонат Європи з ходьби       | ф1     | Подєбради        |                  | [ 47 ] [ 48 ]        |
| 50 кілометрів (хронологія)                  | 3:32.33          | Йоанн Дініз                                                                                    | 14.08.2014                    | Чемпіонат Європи                          | ф1     | Цюрих            | Відео на YouTube |                      |
| Стрибки                                     |                  |                                                                                                |                               |                                           |        |                  |                  |                      |
| Стрибки у висоту (хронологія)               | 2,42             | Патрік Шеберг                                                                                  | 30.06.1987                    | DN Galan                                  | ф1     | Стокгольм        | Відео на YouTube |                      |
| Стрибки у висоту (хронологія)               | 2,42 (i)         | Карло Тренхардт                                                                                | 26.02.1988                    | Міжнародні змагання                       | ф1     | Берлін           |                  |                      |
| Стрибки з жердиною (хронологія)             | 6,27 (i)         | Арман Дюплантіс                                                                                | 28.02.2025                    | All Stars Perche                          | ф1     | Клермон-Ферран   | Відео на YouTube | [ 49 ] [ 50 ] [ 11 ] |
| Стрибки з жердиною (хронологія)             | 6,28             | Арман Дюплантіс                                                                                | 15.06.2025                    | BAUHAUS-Galan                             | ф1     | Стокгольм        | Відео на YouTube | [ 51 ] [ 52 ]        |
| Стрибки з жердиною (хронологія)             | 6,29             | Арман Дюплантіс                                                                                | 12.08.2025                    | Меморіал Іштвана Дьюлаї                   | ф1     | Будапешт         | Відео на YouTube | [ 53 ] [ 54 ]        |
| Стрибки в довжину (хронологія)              | 8,86             | Роберт Емміян                                                                                  | 22.05.1987                    | Загальносоюзні змагання                   | ф1     | Цагкадзор        | Відео на YouTube |                      |
| Потрійний стрибок (хронологія)              | 18,29            | Джонатан Едвардс                                                                               | 07.08.1995                    | Чемпіонат світу                           | ф1     | Гетеборг         | Відео на YouTube |                      |
| Метання                                     |                  |                                                                                                |                               |                                           |        |                  |                  |                      |
| Штовхання ядра (хронологія)                 | 23,06            | Ульф Тіммерманн                                                                                | 22.05.1988                    | Міжнародні змагання                       | ф1     | Ханья            | Відео на YouTube |                      |
| Метання диска (хронологія)                  | 74,35            | Міколас Алекна                                                                                 | 14.04.2024                    | Oklahoma Throws Series World Invitational | ф1     | Рамона           | Відео на YouTube | [ 55 ] [ 56 ] [ 57 ] |
| Метання диска (хронологія)                  | 74,89            | Міколас Алекна                                                                                 | 13.04.2025                    | Oklahoma Throws Series World Invitational | —      | Рамона           |                  | [ 58 ]               |
| Метання диска (хронологія)                  | 75,56            | Міколас Алекна                                                                                 | 13.04.2025                    | Oklahoma Throws Series World Invitational | ф1     | Рамона           | Відео на YouTube | [ 58 ]               |
| Метання молота (хронологія)                 | 86,74            | Юрій Сєдих                                                                                     | 30.08.1986                    | Чемпіонат Європи                          | ф1     | Штутгарт         | Відео на YouTube |                      |
| Метання списа (хронологія)                  | 98,48            | Ян Железний                                                                                    | 25.05.1996                    | Zeiss Meeting                             | ф1     | Єна              | Відео на YouTube |                      |
| Багатоборства                               |                  |                                                                                                |                               |                                           |        |                  |                  |                      |
| Семиборство (хронологія)                    | 6479             | Кевін Маєр                                                                                     | 05.03.2017                    | Чемпіонат Європи в приміщенні             | ф1     | Белград          | Відео на YouTube | [ 59 ]               |
| Семиборство (хронологія)                    | 6484             | Сандер Скотхейм                                                                                | 02.02.2025                    | Tallinn Combined Events                   | ф1     | Таллінн          | Відео на YouTube | [ 60 ]               |
| Семиборство (хронологія)                    | 6558             | Сандер Скотхейм                                                                                | 08.03.2025                    | Чемпіонат Європи в приміщенні             | ф1     | Апелдорн         |                  | [ 61 ]               |
| Десятиборство (хронологія)                  | 9126             | Кевін Маєр                                                                                     | 16.09.2018                    | Décastar                                  | ф1     | Таланс           | Відео на YouTube | [ 62 ] [ 63 ]        |

### Жінки
| Дисципліна                                  | Результат            | Атлетка                                                                    | Дата                        | Змагання                                   | Стадія | Місто          | Відео            | Примітки             |
| ------------------------------------------- | -------------------- | -------------------------------------------------------------------------- | --------------------------- | ------------------------------------------ | ------ | -------------- | ---------------- | -------------------- |
| Спринт (бігова доріжка)                     |                      |                                                                            |                             |                                            |        |                |                  |                      |
| 50 метрів (хронологія)                      | 5,96+ (i)            | Ірина Привалова                                                            | 09.02.1995                  | José Maria Cagigal Memorial                | —      | Мадрид         |                  | [ 64 ]               |
| 60 метрів (хронологія)                      | 6,92 (i)             | Ірина Привалова                                                            | 11.02.1993                  | José Maria Cagigal Memorial                | ф1     | Мадрид         |                  |                      |
| 60 метрів (хронологія)                      | 09.02.1995           | Ірина Привалова                                                            | José Maria Cagigal Memorial | ф1                                         | Мадрид |                |                  |                      |
| 100 метрів (хронологія)                     | 10,73                | Крістін Аррон                                                              | 19.08.1998                  | Чемпіонат Європи                           | ф1     | Будапешт       | Відео на YouTube |                      |
| 200 метрів (хронологія)                     | 21,63                | Дафне Схіперс                                                              | 28.08.2015                  | Чемпіонат світу                            | ф1     | Пекін          | Відео на YouTube |                      |
| 200 метрів (коротка доріжка) (хронологія)   | 22,10                | Ірина Привалова                                                            | 19.02.1995                  | St Yorre International Meeting             | 1ф1    | Льєвен         |                  |                      |
| 400 метрів (хронологія)                     | 47,60                | Маріта Кох                                                                 | 06.10.1985                  | Кубок світу                                | ф1     | Канберра       | Відео на YouTube |                      |
| 400 метрів (коротка доріжка) (хронологія)   | 49,17 (i)            | Фемке Бол                                                                  | 02.03.2024                  | Чемпіонат світу в приміщенні               | ф1     | Глазго         | Відео на YouTube | [ 65 ]               |
| Біг на середні дистанції (бігова доріжка)   |                      |                                                                            |                             |                                            |        |                |                  |                      |
| 800 метрів (хронологія)                     | 1.53,28              | Ярміла Кратохвілова                                                        | 26.07.1983                  | Olympiapark Meeting                        | ф1     | Мюнхен         | Відео на YouTube |                      |
| 800 метрів (коротка доріжка) (хронологія)   | 1.55,82 (i)          | Йоланда Чеплак                                                             | 03.03.2002                  | Чемпіонат Європи в приміщенні              | ф1     | Відень         | Відео на YouTube |                      |
| 1000 метрів (хронологія)                    | 2.28,98              | Світлана Мастеркова                                                        | 23.08.1996                  | Меморіал ван Дамме                         | ф1     | Брюссель       | Відео на YouTube |                      |
| 1000 метрів (коротка доріжка) (хронологія)  | 2.31,93 (i)          | Лора М'юр                                                                  | 18.02.2017                  | Müller Indoor Grand Prix Birmingham        | ф1     | Бірмінгем      | Відео на YouTube |                      |
| 1500 метрів (хронологія)                    | 3.51,95              | Сіфан Гассан                                                               | 05.10.2019                  | Чемпіонат світу                            | ф1     | Доха           |                  |                      |
| 1500 метрів (коротка доріжка) (хронологія)  | 3.57,91 (i)          | Абеба Арегаві                                                              | 06.02.2014                  | XL Galan                                   | ф1     | Стокгольм      | Відео на YouTube | [ 66 ]               |
| 1 миля (хронологія)                         | 4.12,33              | Сіфан Гассан                                                               | 12.07.2019                  | Herculis                                   | ф1     | Фонв'єй        |                  | [ 67 ] [ 68 ]        |
| 1 миля (коротка доріжка) (хронологія)       | 4.17,14 (i)          | Дойна Мелінте                                                              | 09.02.1990                  | Vitalis Invitational                       | ф1     | Іст-Ратерфорд  |                  |                      |
| 2000 метрів (хронологія)                    | 5.25,36              | Соня О'Саллівен                                                            | 08.07.1994                  | TSB Challenge                              | ф1     | Единбург       | Відео на YouTube |                      |
| 3000 метрів (хронологія)                    | 8.18,49              | Сіфан Гассан                                                               | 30.06.2019                  | Prefontaine Classic                        | ф1     | Стенфорд       | Відео на YouTube | [ 69 ]               |
| 3000 метрів (коротка доріжка) (хронологія)  | 8.26,41 (i)          | Лора М'юр                                                                  | 04.02.2017                  | Indoor Meeting Karlsruhe                   | ф1     | Карлсруе       | Відео на YouTube |                      |
| 3000 метрів з перешкодами (хронологія)      | 8.58,67              | Аліс Фіно                                                                  | 06.08.2024                  | Олімпійські ігри                           | ф4     | Париж          | Відео на YouTube | [ 70 ]               |
| Біг на довгі дистанції (бігова доріжка)     |                      |                                                                            |                             |                                            |        |                |                  |                      |
| 5000 метрів (хронологія)                    | 14.13,42             | Сіфан Гассан                                                               | 23.07.2023                  | London Diamond League                      | ф3     | Лондон         |                  | [ 71 ] [ 72 ]        |
| 5000 метрів (коротка доріжка) (хронологія)  | 14.30,79 (i)         | Констанце Клостергальфен                                                   | 27.02.2020                  | Boston University Last Chance Invitational |        | Бостон         |                  | [ 73 ] [ 74 ]        |
| 10000 метрів (хронологія)                   | 29.06,82             | Сіфан Гассан                                                               | 06.06.2021                  | FBK Games                                  | ф1     | Генгело        | Відео на YouTube | [ 75 ] [ 76 ] [ 77 ] |
| 1 година (хронологія)                       | 18 930 м             | Сіфан Гассан                                                               | 04.09.2020                  | Меморіал ван Дамме                         | ф1     | Брюссель       |                  | [ 24 ] [ 25 ]        |
| Біг (шосе)                                  |                      |                                                                            |                             |                                            |        |                |                  |                      |
| 1 миля (хронологія)                         | 4.30,3h              | Марісса Дамінк                                                             | 01.09.2024                  | New Balance KÖ MEILE                       | ф1     | Дюссельдорф    |                  | [ 78 ]               |
| 5 кілометрів (хронологія)                   | 14.39 (змішаний)     | Діане ван Ес                                                               | 09.02.2025                  | Monaco Run 5 km                            | ф2     | Фонв'єй        |                  | [ 79 ]               |
| 5 кілометрів (хронологія)                   | 14.32 (змішаний)     | Надя Баттоклетті                                                           | 03.05.2025                  | Tokyo:Speed:Race                           | ф2     | Токіо          | Відео на YouTube | [ 80 ]               |
| 5 кілометрів (хронологія)                   | 14.44 (жіночий)      | Сіфан Гассан                                                               | 17.02.2019                  | 5km Herculis                               | ф1     | Монако         |                  | [ 81 ] [ 82 ] [ 83 ] |
| 10 кілометрів (хронологія)                  | 30.21 (змішаний)     | Пола Редкліфф                                                              | 23.02.2003                  | World's Best 10K                           | ф1     | Сан-Хуан       |                  | [ 84 ]               |
| 10 кілометрів (хронологія)                  | 30.19 (жіночий)      | Ейліш Макколган                                                            | 22.05.2022                  | Great Manchester Run                       | ф1     | Манчестер      |                  | [ 85 ]               |
| Напівмарафон (хронологія)                   | 1:05.15 (змішаний)   | Сіфан Гассан                                                               | 16.09.2018                  | Копенгагенський напівмарафон               | ф1     | Копенгаген     | Відео на YouTube | [ 86 ]               |
| Напівмарафон (хронологія)                   | 1:05.18 (жіночий)    | Мелат Кеджета                                                              | 17.10.2020                  | Чемпіонат світу з напівмарафону            | ф2     | Гдиня          | Відео на YouTube | [ 87 ] [ 88 ]        |
| Марафон (хронологія)                        | 2:13.44 (змішаний)   | Сіфан Гассан                                                               | 08.10.2023                  | Чиказький марафон                          | ф1     | Чикаго         |                  | [ 89 ]               |
| Марафон (хронологія)                        | (2:23.00) (жіночий)  |                                                                            |                             |                                            |        |                |                  |                      |
| Екіден (хронологія)                         | (2:14.51)            |                                                                            |                             |                                            |        |                |                  |                      |
| 50 кілометрів (хронологія)                  | (3:03.00) (змішаний) |                                                                            |                             |                                            |        |                |                  |                      |
| 50 кілометрів (хронологія)                  | (3:10.00) (жіночий)  |                                                                            |                             |                                            |        |                |                  |                      |
| 100 кілометрів (хронологія)                 | 7:04.03 (змішаний)   | Флоріан От                                                                 | 27.08.2022                  | Чемпіонат світу                            | ф1     | Бернау         |                  | [ 90 ]               |
| Бар'єрний біг (бігова доріжка)              |                      |                                                                            |                             |                                            |        |                |                  |                      |
| 50 метрів з бар'єрами (хронологія)          | 6,58 (i)             | Корнелія Ошкенат                                                           | 20.02.1988                  | Національні змагання                       | пф1    | Берлін         |                  |                      |
| 60 метрів з бар'єрами (хронологія)          | 7,68 (i)             | Сусанна Каллур                                                             | 10.02.2008                  | BW-Bank-Meeting                            | ф1     | Карлсруе       | Відео на YouTube | [ 91 ]               |
| 60 метрів з бар'єрами (хронологія)          | 7,67 (i)             | Дітаджі Камбунджі                                                          | 07.03.2025                  | Чемпіонат Європи в приміщенні              | ф1     | Апелдорн       |                  | [ 92 ]               |
| 100 метрів з бар'єрами (хронологія)         | 12,21                | Йорданка Донкова                                                           | 20.08.1988                  | Національні змагання                       | ф1     | Стара Загора   | Відео на YouTube |                      |
| 400 метрів з бар'єрами (хронологія)         | 50,95                | Фемке Бол                                                                  | 14.07.2024                  | Resisprint La Chaux-de-Fonds               | ф1     | Ла-Шо-де-Фон   | Відео на YouTube | [ 93 ] [ 94 ]        |
| Естафетний біг (бігова доріжка)             |                      |                                                                            |                             |                                            |        |                |                  |                      |
| 4×100 метрів (хронологія)                   | 41,37                | НДРІнґрід Ауерсвальд Марліс Ґер Сабіне Гюнтер Зільке Меллер                | 06.10.1985                  | Кубок світу                                | ф1     | Канберра       | Відео на YouTube |                      |
| 4×200 метрів (хронологія)                   | 1.28,15              | НДРБербель Веккель Маріта Кох Марліс Ґер Ромі Мюллер                       | 09.08.1980                  | Olympic Test                               | ф1     | Єна            |                  |                      |
| 4×200 метрів (коротка доріжка) (хронологія) | 1.32,41 (i)          | РосіяКатерина Кондратьєва Ірина Хабарова Юлія Печонкіна Юлія Гущина        | 29.01.2005                  | Norwich Union International                | ф1     | Глазго         |                  |                      |
| 4×400 метрів (хронологія)                   | 3.15,17              | СРСРТетяна Ледовська Ольга Назарова Марія Пінігіна Ольга Бризгіна          | 01.10.1988                  | Олімпійські ігри                           | ф1     | Сеул           | Відео на YouTube |                      |
| 4×400 метрів (коротка доріжка) (хронологія) | 3.23,37 (i)          | РосіяЮлія Гущина Ольга Котлярова Ольга Зайцева Олеся Красномовець          | 28.01.2006                  | Norwich Union International                | ф1     | Глазго         |                  |                      |
| 4×800 метрів (хронологія)                   | 7.50,17              | СРСРНадія Олізаренко Любов Гуріна Людмила Борисова Ірина Подьяловська      | 05.08.1984                  | Змагання на встановлення рекорду           | ф1     | Москва         |                  |                      |
| 4×800 метрів (коротка доріжка) (хронологія) | 8.06,24 (i)          | МоскваОлександра Буланова Катерина Мартинова Олена Кофанова Анна Балакшина | 18.02.2011                  | Чемпіонат Росії в приміщенні               | ф1     | Москва         |                  |                      |
| 4×1500 метрів (хронологія)                  | (17.51,48)           |                                                                            |                             |                                            |        |                |                  |                      |
| Комбінована естафета (хронологія)           | (10.45,32)           |                                                                            |                             |                                            |        |                |                  |                      |
| Спортивна ходьба (бігова доріжка)           |                      |                                                                            |                             |                                            |        |                |                  |                      |
| 3000 метрів (коротка доріжка) (хронологія)  | 11.40,33 (i)         | Клаудія Йован                                                              | 30.01.1999                  | Чемпіонат Румунії в приміщенні             | ф1     | Бухарест       |                  |                      |
| 10000 метрів (хронологія)                   | 41.56,23             | Надія Ряшкіна                                                              | 24.07.1990                  | Ігри доброї волі                           | ф1     | Сіетл          |                  |                      |
| 20000 метрів (хронологія)                   | 1:26.52,3h           | Олімпіада Іванова                                                          | 06.09.2001                  | Ігри доброї волі                           | ф1     | Брисбен        |                  |                      |
| 35000 метрів (хронологія)                   | (2:41.00)            |                                                                            |                             |                                            |        |                |                  |                      |
| 50000 метрів (хронологія)                   |                      |                                                                            |                             |                                            |        |                |                  |                      |
| Спортивна ходьба (шосе)                     |                      |                                                                            |                             |                                            |        |                |                  |                      |
| 20 кілометрів (хронологія)                  | 1:25.08              | Віра Соколова                                                              | 26.02.2011                  | Зимовий чемпіонат Росії з ходьби           | ф1     | Лондон         |                  | [ 95 ]               |
| 35 кілометрів (хронологія)                  | 2:37.15              | Марія Перес                                                                | 21.05.2023                  | Командний чемпіонат Європи з ходьби        | ф1     | Подєбради      |                  | [ 96 ] [ 97 ] [ 98 ] |
| 50 кілометрів (хронологія)                  | 4:04.50              | Елеонора Джорджі                                                           | 19.05.2019                  | Кубок Європи з ходьби                      | ф1     | Алітус         |                  | [ 99 ]               |
| Стрибки                                     |                      |                                                                            |                             |                                            |        |                |                  |                      |
| Стрибки у висоту (хронологія)               | 2,10                 | Ярослава Магучіх                                                           | 07.07.2024                  | Meeting de Paris                           | ф1     | Париж          | Відео на YouTube | [ 100 ] [ 101 ]      |
| Стрибки з жердиною (хронологія)             | 5,06                 | Олена Ісинбаєва                                                            | 28.08.2009                  | Світовий клас в Цюриху                     | ф1     | Цюрих          | Відео на YouTube |                      |
| Стрибки в довжину (хронологія)              | 7,52                 | Галина Чистякова                                                           | 11.06.1988                  | Меморіал братів Знаменських                | ф1     | Ленінград      | Відео на YouTube |                      |
| Потрійний стрибок (хронологія)              | 15,50                | Інеса Кравець                                                              | 10.08.1995                  | Чемпіонат світу                            | ф1     | Гетеборг       | Відео на YouTube |                      |
| Метання                                     |                      |                                                                            |                             |                                            |        |                |                  |                      |
| Штовхання ядра (хронологія)                 | 22,63                | Наталія Лісовська                                                          | 07.06.1987                  | Меморіал братів Знаменських                | ф1     | Москва         |                  |                      |
| Метання диска (хронологія)                  | 76,80                | Габріеле Райнш                                                             | 09.07.1988                  | Матчева зустріч НДР-Італія                 | ф1     | Нойбранденбург | Відео на YouTube |                      |
| Метання молота (хронологія)                 | 82,98                | Аніта Влодарчик                                                            | 28.08.2016                  | Меморіал Каміли Сколімовської              | ф1     | Варшава        | Відео на YouTube |                      |
| Метання списа (хронологія)                  | 72,28                | Барбора Шпотакова                                                          | 13.09.2008                  | IAAF World Athletics Final                 | ф1     | Штутгарт       | Відео на YouTube |                      |
| Багатоборства                               |                      |                                                                            |                             |                                            |        |                |                  |                      |
| П'ятиборство (коротка доріжка) (хронологія) | 5055                 | Нафіссату Тіам                                                             | 03.03.2023                  | Чемпіонат Європи в приміщенні              | ф1     | Стамбул        | Відео на YouTube | [ 102 ] [ 103 ]      |
| Семиборство (хронологія)                    | 7032                 | Кароліна Клюфт                                                             | 26.08.2007                  | Чемпіонат світу                            | ф1     | Осака          | Відео на YouTube |                      |
| Десятиборство (хронологія)                  | 8358                 | Аустра Скуїте                                                              | 15.04.2005                  | Audrey Walton Combined                     | ф1     | Колумбія       |                  |                      |

### Змішані дисципліни
| Дисципліна                                  | Результат | Команда                                                         | Дата       | Змагання         | Стадія | Місто | Відео            | Примітки |
| ------------------------------------------- | --------- | --------------------------------------------------------------- | ---------- | ---------------- | ------ | ----- | ---------------- | -------- |
| 4×400 метрів (хронологія)                   | 3.07,43   | ́ НідерландиЮджин Омалла Ліке Клавер Ісая Клейн Іккінк Фемке Бол | 03.08.2024 | Олімпійські ігри | ф1     | Париж | Відео на YouTube | [ 104 ]  |
| 4×400 метрів (коротка доріжка) (хронологія) |           |                                                                 |            |                  |        |       |                  |          |

## Вищі європейські досягнення

### Чоловіки
| Дисципліна                   | Результат   | Атлет            | Дата       | Змагання                               | Стадія | Місто        | Відео            | Примітки |
| ---------------------------- | ----------- | ---------------- | ---------- | -------------------------------------- | ------ | ------------ | ---------------- | -------- |
| 600 метрів (коротка доріжка) | 1.14,92 (i) | Еліот Крестан    | 25.01.2025 | LFBA Indoor Championships              | ф1     | Лувен-ла-Нев |                  | [ 105 ]  |
| 300 метрів з бар'єрами       | 32,67       | Карстен Варгольм | 14.06.2025 | Oslo Bislett Games                     | ф1     | Осло         | Відео на YouTube | [ 106 ]  |
| Ходьба 10000 метрів          | 37.33,03    | Массімо Стано    | 13.04.2025 | Чемпіонат Італії серед клубів з ходьби | ф1     | Прато        |                  | [ 107 ]  |